# Instant Replay
Albums de The Monkees
Head
(1968) The Monkees Present
(1969)
Singles
1. Tear Drop City (en)
Sortie : février 1969

Instant Replay est le septième album du groupe américain de pop rock The Monkees. Il est sorti en 1969 sur le label Colgems Records (en).
À la suite du départ de Peter Tork, le groupe est réduit à un trio composé de Micky Dolenz, Davy Jones et Michael Nesmith.

## Fiche technique

### Chansons
| 1. | Through the Looking Glass       | Red Baldwin, Tommy Boyce, Bobby Hart | 2:41 |
| 2. | Don't Listen to Linda           | Tommy Boyce, Bobby Hart              | 2:45 |
| 3. | I Won't Be the Same Without Her | Gerry Goffin, Carole King            | 2:38 |
| 4. | Just a Game                     | Micky Dolenz                         | 1:46 |
| 5. | Me Without You                  | Tommy Boyce, Bobby Hart              | 2:08 |
| 6. | Don't Wait for Me               | Michael Nesmith                      | 2:34 |

| 7.  | You and I                 | Bill Chadwick, David Jones      | 2:10 |
| 8.  | While I Cry               | Michael Nesmith                 | 2:57 |
| 9.  | Tear Drop City (en)       | Tommy Boyce, Bobby Hart         | 2:01 |
| 10. | The Girl I Left Behind Me | Neil Sedaka, Carole Bayer Sager | 2:40 |
| 11. | A Man Without a Dream     | Gerry Goffin, Carole King       | 2:58 |
| 12. | Shorty Blackwell          | Micky Dolenz                    | 5:42 |

En 1995, Rhino Records réédite Instant Replay avec sept titres bonus :
| 13. | Someday Man               | Roger Nichols, Paul Williams         | 2:40 |
| 14. | Carlisle Wheeling         | Michael Nesmith                      | 3:11 |
| 15. | Rosemarie                 | Micky Dolenz                         | 2:15 |
| 16. | Smile                     | Davy Jones                           | 2:20 |
| 17. | St. Matthew               | Michael Nesmith                      | 2:44 |
| 18. | Me Without You            | Tommy Boyce, Bobby Hart              | 2:12 |
| 19. | Through the Looking Glass | Red Baldwin, Tommy Boyce, Bobby Hart | 2:48 |

### Musiciens

#### The Monkees
- Micky Dolenz : chant, guitare, claviers, batterie
- Davy Jones : chant
- Michael Nesmith : chant, guitare

#### Musiciens supplémentaires
- Don Addrisi : guitare
- Keith Allison : guitare
- Max Bennett : basse
- George Berres : violon
- Hal Blaine : batterie
- Tommy Boyce : chœurs
- Harold Bradley : guitare
- David Briggs : piano
- Bud Brisbois : trompette
- James Burton : guitare
- Glen Campbell : guitare
- Conte Candoli : trompette
- Jerry Carrigan : batterie
- Al Casey : guitare
- Bill Chadwick : guitare
- Marion Childers : trompette
- Gary Coleman : percussions
- Mike Deasy Sr. : guitare
- James A. Decker : cor d'harmonie
- Vincent DeRosa : cor d'harmonie
- Frank DeVito : batterie
- Richard Dey : basse
- Justin DiTullio : violoncelle
- Coco Dolenz : chœurs
- Chip Douglas : basse
- David Duke : cor d'harmonie
- Bobby Dyson : basse
- Bob Edmondson : trombone
- Wayne Erwin : guitare
- Alan Estes : percussions
- Victor Feldman : percussions
- Marie Fera : violoncelle
- Sam Freed : violon
- Jim Gordon : batterie
- Lloyd Green : guitare
- Bobby Hart : chœurs
- Al Hendrickson : guitare
- William Hinshaw : cor d'harmonie
- Eddie Hoh : batterie
- Milt Holland : percussions
- Anatol Kaminsky : violon
- Nathan Kaproff : violon
- Armand Karpoff : violoncelle
- George Kast : violon
- Larry Knechtel : claviers
- Bernard Kundell : violon
- Ronald Langinger : flûte
- Bill Lewis : batterie
- Marvin Limonick : violon
- Lloyd Luhman : trompette
- Edgar Lustgarten : violoncelle
- Jacquelyn Lustgarten : violoncelle
- Lew McCreary : trombone
- Gerry McGee : guitare
- Mike Melvoin : piano
- Ollie Mitchell : trompette
- Wayne Moss : guitare
- Alex Murray : violon
- Ted Nash : flûte
- Erno Neufeld : violon
- Joe Osborn : basse
- Sonny Osborne : banjo
- Earl Palmer : batterie
- Richard Perissi : cor d'harmonie
- Joe Porcaro : percussions
- Norbert Putnam : basse
- Kurt Reher : violoncelle
- Red Rhodes : guitare
- Emil Richards : percussions
- George Roberts : trombone
- Nathan Ross : violon
- Jimmy Rowles : claviers
- Michel Rubini : claviers
- Clifford Shank : flûte
- Jack Sheldon : trompette
- Louie Shelton : guitare
- Kenny Shroyer : trombone
- Eleanor Slatkin : violoncelle
- Buddy Spicher : violon
- Joseph Stephansky : violon
- Larry Taylor : basse
- Tommy Tedesco : guitare
- Bobby Thompson : banjo
- Peter Tork : guitare
- Ray Triscari : trompette
- David Walters : percussions
- Bob West : basse
- Jerry Williams : percussions
- Neil Young : guitare

### Classements et certifications
| Pays (classement)          | Meilleure position |
| -------------------------- | ------------------ |
| États-Unis (Billboard 200) | 32                 |